# TLC Deutschland
TLC (ursprünglich eine Abkürzung für The Learning Channel) ist ein deutschsprachiger Fernsehsender von Discovery Networks Deutschland. Er ging am 10. April 2014 frei empfangbar über Satellit, Kabel und IPTV auf Sendung.

## Geschichte
Im September 2013 kündigte Discovery Networks Deutschland an, den in den Vereinigten Staaten etablierten Fernsehsender TLC im Frühjahr 2014 auch in Deutschland zu starten. Mitte Dezember 2013 erteilte die Bayerische Landeszentrale für neue Medien (BLM) eine Lizenz für acht Jahre ab Sendestart. Im Stadtgebiet von Berlin war das Programm bis zur Umstellung auf den Nachfolgestandard DVB-T2 über die Sender am Alexanderplatz und Schäferberg mit 10 bzw. 5 kW ERP über DVB-T empfangbar. Im Mai 2016 veränderten sich das On-Air-Design und das Logo leicht und wurden mit aus dem Onlinebereich bekannten Emojis bereichert.

## Zielgruppe und Programmschwerpunkte
Das Programm richtet sich nach Ankündigung des Senders hauptsächlich an Frauen zwischen 20 und 49 Jahren und wird seinen Schwerpunkt auf non-fiktionalen Unterhaltungsprogrammen haben, die teils vom amerikanischen Muttersender in deutscher Erstausstrahlung übernommen und teils in Eigenproduktion hergestellt werden sollen. Ausgestrahlt werden sollen vor allem Dokumentationen, Reportagen und Magazine. Beworben wird der Sender mit dem Slogan Hier spielt das Leben. Als Moderatorin des Senders wurde Jana Ina Zarrella verpflichtet.
Das Programm wird mit einem begleitenden Teletextangebot verbreitet.

## Sendefrequenzen

Logo des HD-Ablegers

TLC ist über den Satelliten Astra auf der Frequenz 12.460 MHz horizontal (DVB-S, Symbolrate 27.500, Fehlerkorrektur 3/4) frei empfangbar. Der Sender übernahm dort die Frequenz von iM1.
TLC HD ist seit dem Sendestart über die HD+-Plattform zu empfangen. Aufgeschaltet wurde TLC HD bereits am 4. April 2014 auf Astra 19,2° Ost auf der Frequenz 10.964 MHz horizontal (DVB-S2, Symbolrate 22.000, Fehlerkorrektur 2/3, Modulation 8PSK).
Das Programm ist in den meisten Kabelnetzen zu empfangen und ferner auf zahlreichen IPTV-Plattformen, darunter Freenet Connect, Zattoo, waipu.tv, MagentaTV, Joyn.

## Sendungen (Auswahl)
Aktuelle Sendungen
- Abgründe – Unfassbare Verbrechen
- Alle meine Frauen
- American Murder Mystery
- Bakery Boss
- Bondi Beach – Die Rettungsschwimmer von Sydney
- Breaking Amish
- Breaking Amish: L.A
- Cake Boss
- Catwalk 30+
- Couponing Extrem
- Dating Naked
- Deadly Sins – du sollst nicht töten
- Die Chrisley`s
- Die Hotelretterin
- Die Tierärzte von Houston
- Dr. Pimple Popper
- Dr. Emma – Hautärztin aus Leidenschaft
- Ein perfekter Mord
- Eine schreckliche schwere Familie
- Erwischt! Peinliche Sexgeschichten
- Haunted – Seelen ohne Frieden
- Homes of Horror
- Hilfe – Ich liebe ein Muttersöhnchen
- Die Hochzeitsinsel
- Die Geister von Shepherdstown
- Hotel Impossible
- In 90 Tagen zum Altar
- Judge Judy
- Kitchen Boss
- LA Ink – Tattoos fürs Leben
- Long Island Medium
- Mein Leben mit 300 kg
- Miami Ink – Tattoos fürs Leben
- Mystery Hunters – Auf der Jagd nach dem Unerklärlichen
- Mystery Diners – Undercover im Lokal
- Mein peinlicher Sex-Unfall
- Naked Attraction (ab Staffel 6)[14]
- Nicolette – unzensiert und ungeniert[15]
- Nightwatch – Jenseits der Angst
- Paranormal Investigation
- Paranormal SOS
- Paranormal 911 – Der Geisternotruf
- Ruhelose Seelen – Nachrichten aus der Zwischenwelt
- RuPaul’s Drag Race
- Tattoo – Eine Familie sticht zu
- The Crime Chronicles
- Two in a Million[16]
- The Closer
- Unheimliche Videos – Wahrheit oder Fake?
- Verflucht – Übersinnlich und unerklärlich

Ehemalige Sendungen
- Hier kommt Honey Boo Boo
- Die andere Seite
- ER
- Olympische Winterspiele 2018
- 72 Stunden im Geisterhaus
- My Big Fat Gypsy Wedding
- Gypsy Sisters
- Geizhälse extrem
- Abgeschminkt – weniger ist mehr
- Jenny & Steffen im Babyglück
- Katzenberger @Work
- Filip & Serkan @Work – Praktikum statt Party
- Eating with My Ex
- Body Bizzare
- Buddy sucht den Super-Konditor
- Die Brautjungfern – Streit ums Kleid
- Buddys Familienurlaub
- Brides of Beverly Hills – Brautmode für VIPs
- Die Schahs von Beverly Hills
- Candy Queen
- Redrum – Am Anfang war der Mord
- Married with Secrets